# شمال كلابهام (محطة مترو أنفاق لندن)
شمال كلابهام (بالإنجليزية: Clapham North)‏ هي إحدى محطات مترو أنفاق لندن. تقع على خط نورذيرن أفتتحت في المنطقة (Zone) رقم 2 أفتتحت في 03 يونيو 1900.